# Strictly Business
Strictly Business ist eine US-amerikanische Filmkomödie aus dem Jahr 1991. Regie führte Kevin Hooks, das Drehbuch schrieben Nelson George und Pam Gibson.

## Handlung
Bobby Johnson arbeitet unter der Leitung von Monroe in der Postabteilung eines in der Immobilienbranche tätigen Unternehmens. Er ist mit einem der Manager, dem Afroamerikaner Waymon Tinsdale III, befreundet. Der Chef Drake verspricht Tinsdale die Position eines Partners, wenn dieser ein bestimmtes großes Geschäft zum Abschluss bringt. Tinsdales Freundin Diedre liebt ihn nicht, aber sie meint, sie und Tinsdale seien ein gutes Team.
Tinsdale schlägt Johnson vor, ihm einen Platz im Traineeprogramm zu verschaffen, wenn Johnson im Gegenzug hilft, eine Verabredung mit der ihm gut bekannten Natalie zu treffen.

## Kritiken
Roger Ebert schrieb in der Chicago Sun-Times vom 8. November 1991, einige Szenen würden funktionieren, die anderen nicht. Die Handlung beginne mit der Prämisse, dass Tinsdale wie die anderen Afroamerikaner agieren solle und ende mit der entgegengesetzten Prämisse, dass Johnson sich ändern müsse, wenn er befördert werden wolle. Der Film hinterfrage „klug und subtil“ („cleverly and subtly“) das in Dutzenden von Filmen gezeigte Bild der Afroamerikaner. Als Unterhaltung sei er „vertretbar amüsant“; die Darstellungen von Tommy Davidson, Joseph C. Phillips und Halle Berry – die den gespielten Charakteren viel Energie verleihen würden – seien wirkungsvoll.
Desson Howe schrieb in der Washington Post vom 8. November 1991, der Film sei unterhaltsamer als die meisten Komödien, die Afroamerikaner zeigen würden – was man dem schwungvoll agierenden Tommy Davidson verdanke. Davidson habe eine Präsenz, die man „durch und durch“ mögen könne.

## Hintergründe
Der Film wurde in New York City gedreht. Er spielte in den Kinos der USA ca. 7,68 Millionen US-Dollar ein.